# Азана
Азана (фр. Azzana) је насељено место у Француској у региону Корзика, у департману Јужна Корзика.
По подацима из 2011. године у општини је живело 45 становника, а густина насељености је износила 3,75 становника/km².

## Демографија
| 1962. | 1968. | 1975. | 1982. | 1990. | 2011. |
| ----- | ----- | ----- | ----- | ----- | ----- |
| 200   | 193   | 149   | 81    | 54    | 45    |